# كوبا أمريكا 2011 المجموعة ب
المجموعة ب من كوبا أمريكا 2011 هي واحدة من المجموعات الثلاث من الدول المتنافسة في كوبا أمريكا 2011. هي تضم البرازيل، إكوادور، باراغواي، فنزويلا. الفائز من هذه المجموعة سوف يواجه ثاني أفضل فريق صاحب مركز ثالث في دور المجموعات والوصيف سيواجه الفائز من المجموعة ج، كل ذلك في ربع النهائي. هي سوف تبدأ يوم 3 يوليو وستنتهي يوم 13 يوليو.
|  |

## الترتيب
| مفاتيح الألوان في جدول المجموعات | مفاتيح الألوان في جدول المجموعات       |
| -------------------------------- | -------------------------------------- |
|                                  | الفرق التي تأهلت إلى الدور ربع النهائي |

| فريق      | نقاط | فرق | عليه | له | خ | ت | ف | لعب |
| --------- | ---- | --- | ---- | -- | - | - | - | --- |
| فنزويلا   | 4    | 1+  | 0    | 1  | 0 | 1 | 1 | 2   |
| البرازيل  | 2    | 0   | 2    | 2  | 0 | 2 | 0 | 2   |
| باراغواي  | 2    | 0   | 2    | 2  | 0 | 2 | 0 | 2   |
| الإكوادور | 1    | 1−  | 1    | 0  | 1 | 1 | 0 | 2   |

جميع الأوقات محلية، توقيت الأرجنتين (ت ع م−03:00).
| البرازيل | 0 – 0 | فنزويلا |
| -------- | ----- | ------- |
|          | تقرير |         |

| باراغواي | 0 – 0 | الإكوادور |
| -------- | ----- | --------- |
|          | تقرير |           |

| البرازيل              | 2 – 2 | باراغواي                    |
| --------------------- | ----- | --------------------------- |
| جادسون 38' · فريد 89' | تقرير | سانتا كروز 54' · فالديز 66' |

| فنزويلا      | 0 – 1 | الإكوادور |
| ------------ | ----- | --------- |
| غونزاليز 38' | تقرير |           |

| باراغواي | ضد | فنزويلا |
| -------- | -- | ------- |
|          |    |         |

| البرازيل | ضد | الإكوادور |
| -------- | -- | --------- |
|          |    |           |

## وصلات خارجية
- Copa América 2011 الموقع الرسمي